# سلیمان کشک
سلیمان کشک (انگلیسی: Sliman Kchouk؛ زادهٔ ۷ مهٔ ۱۹۹۴) بازیکن فوتبال اهل تونس است.
از باشگاه‌هایی که در آن بازی کرده‌است می‌توان به باشگاه فوتبال بنزرتی اشاره کرد.
وی همچنین در تیم ملی فوتبال تونس بازی کرده‌است.